# Concordia parvae res crescunt, discordia magnae et maximae dilabuntur
 Concordia parvae res crescunt, discordia magnae et maximae dilabuntur  лат. (изговор: конкордија парве рес крескунт, дискордија магне ет максиме дилабунтур). Слогом расту мале ствари, а неслогом се велике разарају. (Салустије Крисп)

## Другачија изрека, исти смисао
Concordia respublicae parvae crescunt, discordia magnae concitunt  лат. (изговор: конкордија республице парве крескунт, дискордија магне концидунт. Слогом расту мале државе, а неслогом се велике разарају). 

## Поријекло изреке
Изреку изрекао у првом вијеку старе ере римски историчар и књижевник Салустије.

## Тумачење
Смисао и једне и друге изреке јесте да слога уздиже и гарантује успјех, а неслога увијек значи разарање и неуспјех.